# Euphaedra margaritifera
Euphaedra margaritifera är en fjärilsart som beskrevs av Schultze 1920. Euphaedra margaritifera ingår i släktet Euphaedra och familjen praktfjärilar. Inga underarter finns listade i Catalogue of Life.